# Arthur Oróbio de Castro
Herman Arthur Oróbio de Castro (Amsterdam, 3 juni 1882 – aldaar, 29 mei 1947) was een Nederlands violist.
Hij was zoon van arts Samuel Oróbio de Castro en Esther Henriques de Castro, De cellist Max Oróbio de Castro was zijn broer. Hijzelf was getrouwd met Jacoba Louisa van Loenen Martinet. Zoon Arthur Oróbio de Castro (Arthur Caesar Johannes Sebastian Christian Maximilian, 1909-1997) werd koordirigent (onder andere van het Residentie Vrouwenkoor) en mocht in 1988 een Franse onderscheiding (Société Académie d’Education et d’Encouragement) daarvoor in ontvangst nemen.
Hij kreeg zijn opleiding bij Joseph Cramer en Bram Eldering aan het Conservatorium van Amsterdam. Hij kreeg er ook pianoles van Jean-Baptiste de Pauw. Vervolgstudies vonden plaats in Berlijn bij Joseph Joachim, in Parijs bij M. Hayot en in Praag bij Otakar Ševčík. Hij werd violist bij orkesten in Berlijn (Mozartorkest), Duisburg en ook bij het Rotterdams Philharmonisch Orkest.
Hij was tevens viooldocent aan de conservatoria in Den Haag en Rotterdam. Violisten Henk Citroen en Davina van Wely waren leerlingen van hem.
Hij overleed wonende in Den Haag in Amsterdam.